# ترخیصیه
ترخیصیه ( دستورتحویل یا اجازه تحویل ) سند یا حواله تحویل کالا به صاحب آن یا عبوردهنده است که از سوی متصدی حمل ویا نماینده وی به عنوان گمرک با رعایت ضوابط و مقررات مربوطه صادرمی گردد.
صاحب کالا یا نماینده قانونی وی که می‌خواهد کالا را از گمرک ترخیص کند، باید از طرف امانت دهنده کالا یعنی مؤسسات حمل و نقل ( زمینی، هوایی و دریایی) حواله نامه ای به عنوان گمرک ارائه نماید که به موجب آن، مؤسسه حمل ونقل اجازه می‌دهد صاحب کالا یا نماینده وی، آن کالا را از گمرک تحویل گیرد.
ترخیصیه در واقع نوعی مفاسا حساب شرکت حمل با واردکننده ( صاحب کالا) بوده و به موجب آن شرکت حمل‌کننده با تحویل قبض انبارکالای وارده به صاحب کالا بلامانع بودن تحویل کالا را از نظرخود به گیرنده مندرج در ترخیصیه به گمرک اعلام می‌دارد.
اطلاعات مندرج درترخیصیه نیز همانند قبض انبار ازمفاد بارنامه یا مانیفست استخراج می‌شود.
اطلاعات مندرج دریک ترخیصیه بشرح زیرخواهد بود:
- مشخصات گیرنده
- نام کشتی
- شماره بارنامه و تاریخ صدور
- بندربارگیری
- بندرتخلیه
- تعداد و نوع بسته بندی
- شرح کالا
- وزن خالص
- نام شرکت کشتیرانی با مؤسسه حمل ونقل
- مشخصات وسیله حمل
- شماره فهرست کل بار
- و..........

ترخیصیه در صنعت حمل و نقل سند حواله تحویل کالا به صاحب آن یا عبور دهنده را گویند که از سوی متصدی حمل یا نماینده وی به عنوان گمرک با رعایت ضوابط و مقررات مربوطه صادر می‌گردد.